# Họ Rệp
Rệp (Danh pháp khoa học: Cimicidae) là một họ côn trùng gồm những loài bọ nhỏ, thuộc động vật hút máu (Hematophagy), cánh nửa cứng, mình dẹp, tiết chất hôi, hút máu người, chuyên sống ở khe giường, chiếu chăn, ghế phản. Phổ biến là loài rệp giường.

## Phân loại học
Phân họ Afrociminae
- Genus Afrocimex
  - Afrocimex constrictus

Phân họ Cimicinae
- Chi Bertilia
- Chi Cimex
  - Cimex adjunctus
  - Cimex antennatus
  - Cimex brevis
  - Cimex columbarius
  - Cimex incrassatus
  - Cimex latipennis
  - Cimex lectularius
  - Cimex hemipterus (C. rotundatus)
  - Cimex pilosellus
  - Cimex pipistrella
- Chi Oeciacus
  - Oeciacus hirundinis[1]
  - Oeciacus vicarius
- Chi Paracimex
- Chi Propicimex

Phân họ Cacodminae
- Chi Aphrania
- Chi Cacodomus
- Chi Crassicimex
- Chi Leptocimex
  - Leptocimex boueti
- Chi Loxaspis
- Chi Stricticimex

Phân họ Haematosiphoninae
- Chi Caminicimex
- Chi Cimexopsis
  - Cimexopsis nyctalis
- Chi Haematosiphon
  - Haematosiphon inodorus
- 'Chi Hesperocimex
  - Hesperocimex coloradensis
  - Hesperocimex sonorensis
- Chi Ornithocoris
  - Ornithocoris pallidus
  - Ornithocoris toledoi
- Chi Psitticimex
- Chi Synxenoderus
  - Synxenoderus comosus

Phân họ Latrocimicinae
- Genus Latrocimex

Phân họ Primicimicinae
- Chi Bucimex
- Chi Primicimex
  - Primicimex cavernis

## Biện pháp diệt rệp
Biện pháp đơn giản nhất là dùng que khều bắt rệp ở khe giường, giũ chiếu xuống sàn để tìm rệp và diệt. Sau đó dùng nước sôi dội vào các khe, kẽ giường hoặc dùng đóm lửa lùa vào để đốt chết rệp con và làm ung trứng. Cũng có thể dùng nước xà phòng đun nóng để đổ vào, rồi cọ rửa sạch và phơi ra ngoài nắng.
Nếu có điều kiện, dùng dụng cụ hun khói chứa hóa chất pyrethroid diệt côn trùng để hun khói trong nhà. Dụng cụ sẽ cháy khoảng 3-15 phút và chỉ có thể dùng được một lần. Một làn khói với các hạt hóa chất rất nhỏ được sinh ra có thể len lỏi vào các khe kẽ để giết chết rệp và bọ chét, ruồi, muỗi. Loại màn tẩm hóa chất dùng phòng chống muỗi sốt rét cũng có tác dụng làm sạch rệp và chấy.
Với những ngôi nhà bị nhiễm rệp nặng, cần phải phun hóa chất diệt tồn lưu do đơn vị quân y thực hiện. Có thể dùng dipterex 2-3%, DDVP 3%o hoặc pyrethrin 0,1-0,2% phun vào nơi có rệp. Chỉ một lần phun cũng có thể tiêu diệt rệp, nhưng nếu rệp vẫn còn thì có thể phun lại một lần nữa cách lần thứ nhất không dưới 2 tuần. Thường phải phun đến khi tường và sàn nhà ướt (tương ứng với 1 lít cho 50 m2 đối với bề mặt không thấm nước, 5 lít cho bề mặt thấm nước như tường gạch, đất). Cần phun vào buổi sáng để cho khô và tối có thể vào nhà ngủ được, hoặc sau khi phun 2 giờ, đem giường chiếu cọ rửa sạch rồi phơi nắng thật khô.
Có thể diệt rệp theo kinh nghiệm dân gian: dùng một phần hoa hồi, hai phần bồ kết đem tán nhỏ, hòa với thuốc lào, nước điếu rồi nhỏ vào các khe kẽ giường có rệp; hoặc lấy cây thuốc lào tươi rải khắp giường rồi trải chiếu lên; có thể dùng lá thuốc lào khô tán nhỏ, rắc vào khe giường hoặc đốt lùa khói vào khe giường. Một số nơi thì dùng lá xoan lót dưới chiếu.
Các biện pháp trên có tác dụng làm cho rệp chui ra để diệt.